# Queer Lion 2023
Il Queer Lion 2023 è la diciassettesima edizione del riconoscimento collaterale che premia «il miglior film con tematiche omosessuali & Queer Culture», assegnato nel quadro delle manifestazioni della 80ª Mostra internazionale d'arte cinematografica di Venezia che ha avuto luogo dal 30 agosto al 9 settembre 2023.
La consegna del premio è avvenuta l'8 settembre 2003 alle ore 19:00, presso la Casa della Critica, Lido di Venezia, all'interno della cerimonia di premiazione della Settimana Internazionale della Critica.
Il film vincitore è stato Domaḱinstvo za početnici (Housekeeping for Beginners) di Goran Stolevski, presentato al festival nella sezione Orizzonti.
La motivazione è stata la seguente.

## Regolamento di partecipazione
Hanno concorso per il Queer Lion Award tutti i film, di durata pari o superiore a 30 minuti, con tematiche e personaggi LGBT rilevanti all'interno dell’opera.
Nella sezione Fuori Concorso sono state segnalate tutte le opere queer di durata inferiore a 30’, i film con personaggi o situazioni LGBTQ estremamente secondari e marginali rispetto alla centralità della trama e i restauri delle pellicole che hanno fatto la storia del cinema e della cultura queer.

## Giuria
La giuria è stata composta dai membri del Direttivo dell'Associazione Queer Lion.

## Film

### In gara
- Dogman di Luc Besson (Francia, 114’)
- Maestro di Bradley Cooper (Usa, 129’)
- Kobieta z... di Małgorzata Szumowska, Michał Englert (Polonia, Svezia, 132’)
- Paradiset brinner (Paradise is burning) di Mika Gustafson (Svezia, Italia, Danimarca, Finlandia, 108’)
- Sem coração di Nara Normande, Tião (Brasile, Francia, Italia, 91’)
- Yurt di Nehir Tuna (Turchia, Germania, Francia, 116’)
- Domaḱinstvo za početnici (Housekeeping for beginners) di Goran Stolevski (Macedonia del Nord, Polonia, Croazia, Serbia, Kosovo, 107’)
- Pet Shop Days di Olmo Schnabel (Usa, Italia, Regno Unito, Messico, 100’)
- Bill Douglas My Best Friend di Jack Archer (Regno Unito, 72’)
- Árni di Dorka Vermes (Ungheria)
- To kalokairi tis Karmen (The Summer with Carmen) di Zacharias Mavroeidis (Grecia, 106’)
- Frammenti di un percorso amoroso di Chloe Barreau (Italia, 95’)
- Le mie poesie non cambieranno il mondo di Annalena Benini, Francesco Piccolo (Italia, 77′)
- About Last Year di Dunja Lavecchia, Beatrice Surano, Morena Terranova (Italia, 80’)
- Life Is Not a Competition, But I'm Winning di Julia Fuhr Mann (Germania, 79’)
- Malqueridas di Tana Gilbert (Cile, Germania, 72’)

## Fuori concorso

### Lungometraggi
- La Bête di Bertrand Bonello (Francia, Canada, 146’)
- Adagio di Stefano Sollima (Italia, 127’)
- Semidei di Fabio Mollo, Alessandra Cataleta (Italia, 94’)

### Cortometraggi
- Area Boy di Iggy London (Regno Unito, 18’)
- This Is How A Child Becomes A Poet di Céline Sciamma (Francia, Italia, 16′)
- De l'amour perdu di Lorenzo Quagliozzi (Italia, 17’)
- Finalmente Eu di Marcio Sal (Brasile, 14’)
- Queer Utopia: Act I Cruising di Lui Avallos (Portogallo, Brasile, 25’)
- Body of Mine di Cameron Kostopoulos (Usa, 20’)

### Restauri
- Bugis Street di Yonfan (Hong Kong, 1995, 98’)